# Paweł Antoni Szyrma
Paweł Antoni Szyrma herbu Dołęga odmienna – podkomorzy piński w latach 1752-1754, mostowniczy piński w latach 1717-1731.
Poseł na sejm 1746 roku z powiatu pińskiego.